# 加布杜拉·切爾比爾
加布杜拉·切爾比爾（？—1225年），伏爾加保加利亞國王，1178-1225在位。他統治時期伏爾加保加利亞經濟發展，商路由里海延伸至北冰洋，同時把首都從保加爾市遷到比里阿耳。

## 與蒙古的戰爭
1223年他在薩馬拉河的南部邊境設伏打退了蒙古人，但日後蒙古在第二次西征時於1236年攻破伏爾加保加利亞。